# Thun-Saint-Amand
Thun-Saint-Amand è un comune francese di 1 145 abitanti situato nel dipartimento del Nord nella regione dell'Alta Francia.

## Società

### Evoluzione demografica
Abitanti censiti